# Trolltjärnen (Rätans socken, Jämtland)
Trolltjärnen är en sjö i Bergs kommun i Jämtland och ingår i Ljusnans huvudavrinningsområde.